# فريدريك فيليكس فون بورينسبرنج
فريدريك فيليكس فون بورينسبرنج (بالألمانية: Friedrich Wilhelm Felix von Bärensprung)‏ (30 مارس 1822 في برلين - 26 أغسطس 1864 في كيل)"biographies". مؤرشف من الأصل في 2019-12-10. اطلع عليه بتاريخ 2017-10-09. أستاذ جامعي وعالم حشرات وطبيب جلد ألماني. والده هو فريدريك فون بورينسبرنج (1779-1841)، حيثُ كان عمدة برلين في الفترة من 1832 حتى 1834.
أثبتت ورقة فريدريك فيليكس فون بورينسبرنج في عام 1861 حول الهربس البسيط افترضَ ريتشارد برايت أنَّ المرض ينشأ من عُقْدَة الجَذْرِ الظَّهْرانِيّ.